# 10cm K 14

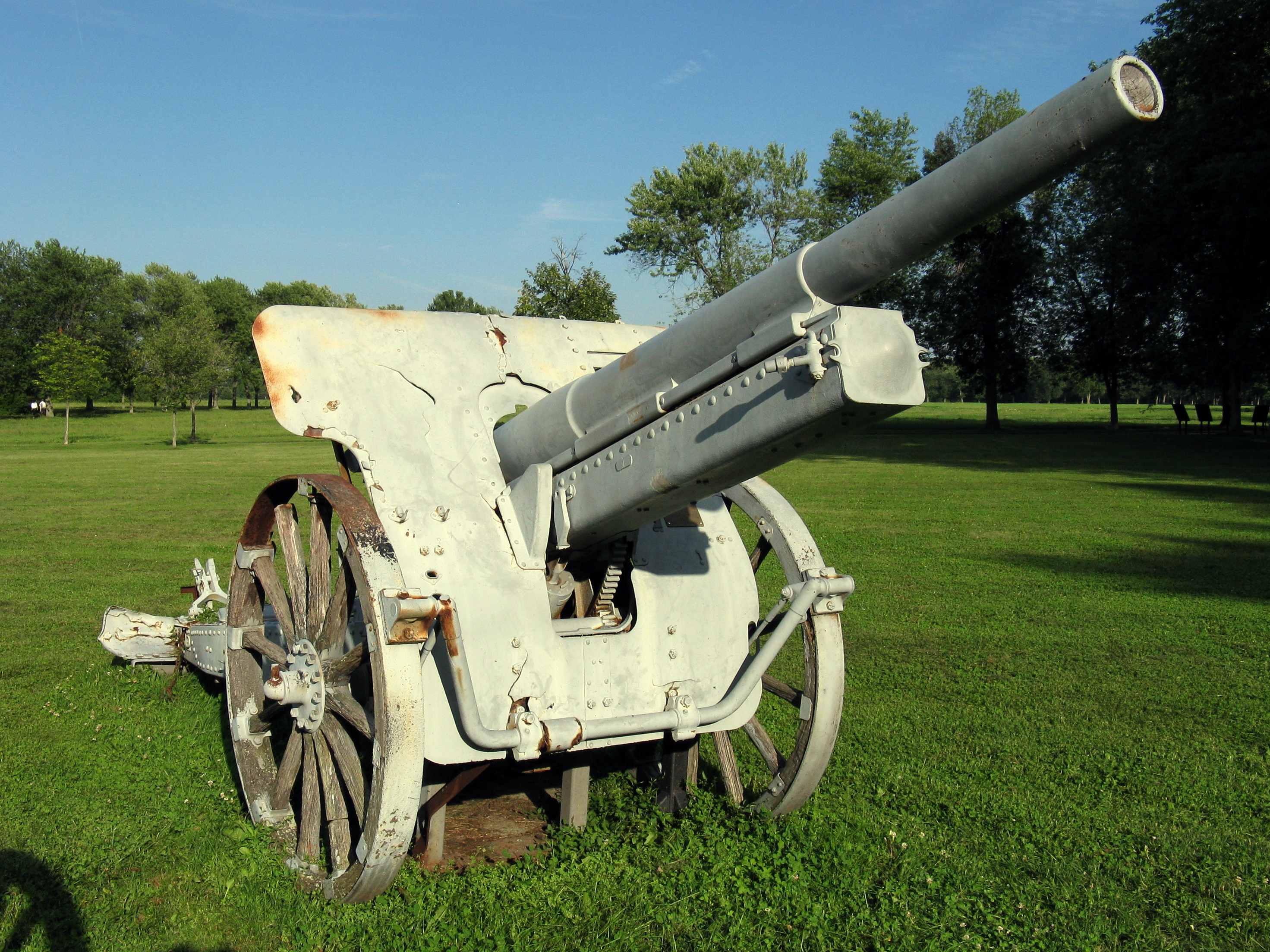
10 cm K 14

10 cm K 14（10 cm Kanone 14）とは、1914年にドイツ帝国が制式採用した重野砲である。

## 概要
K 14は10cm K 04の後継としてクルップ社が開発した。K 14はK 04と比較して射程などに優れているが、専用の土台に乗せることで360°全方位旋回が可能となり、仰角も最大15°増加させられるため、高射砲としても使用可能であった。土台は牽引時には砲架の脚の上にのせて運搬する。
K 14は第一次世界大戦において使用されブルガリアにも輸出されたが、後に後継の10cm K 17が登場している。

## スペック
- 口径：105mm
- 全長：m
- 全幅：m
- 重量：2,820kg
- 砲身長：3,675mm（35口径）
- 仰俯角：-5°~+45°
- 左右旋回角：6°
- 運用要員：名
- 発射速度：発/分（最大）
- 最大射程：12,085m
- 生産期間：1915年~1918年
- 生産総数：724門